# Марокканско-пакистанские отношения
Марокканско-пакистанские отношения — двусторонние дипломатические отношения между Марокко и Пакистаном носят традиционно дружеский характер.

## История
В 1958 году страны установили официальные дипломатические отношения. В конце 2007 года посол Марокко Мохаммед Рида Эль Фасси предложил предпринимателям Пакистана воспользоваться Соглашением о свободной торговле Марокко с США и Европейским союзом, особенно в части текстиля и одежды. Это предложение было сделано на встрече с вице-президентом Федерации торгово-промышленных палат Пакистана Зубаиром Туфаилом. Посол уточнил, что в соответствии с Соглашением о свободной торговле Марокко имеет свободный доступ на поставку одежды в Соединённые Штаты Америки. 

## Торговля
В 2018 году экспорта товаров из Марокко в Пакистан был осуществлен на сумму 348 млн долларов США, а Пакистан поставил товаров  в Марокко на сумму 35 млн долларов США.

## Дипломатические миссии
- Марокко содержит посольство в Исламабаде[4].
- Пакистан содержит посольство в Рабате[5].